# Вальграна
Вальграна, Вальґрана (італ. Valgrana, п'єм. Valgran-a) — муніципалітет в Італії, у регіоні П'ємонт, провінція Кунео.
Вальграна розташована на відстані близько 500 км на північний захід від Рима, 80 км на південь від Турина, 14 км на захід від Кунео.
Населення — 781 особа (2014).

## Демографія
Населення за роками:

Станом на 1 січня 2023 року в муніципалітеті офіційно проживало 49 іноземців з 14 країн, серед них 19 громадян країн Євросоюзу.

## Економіка

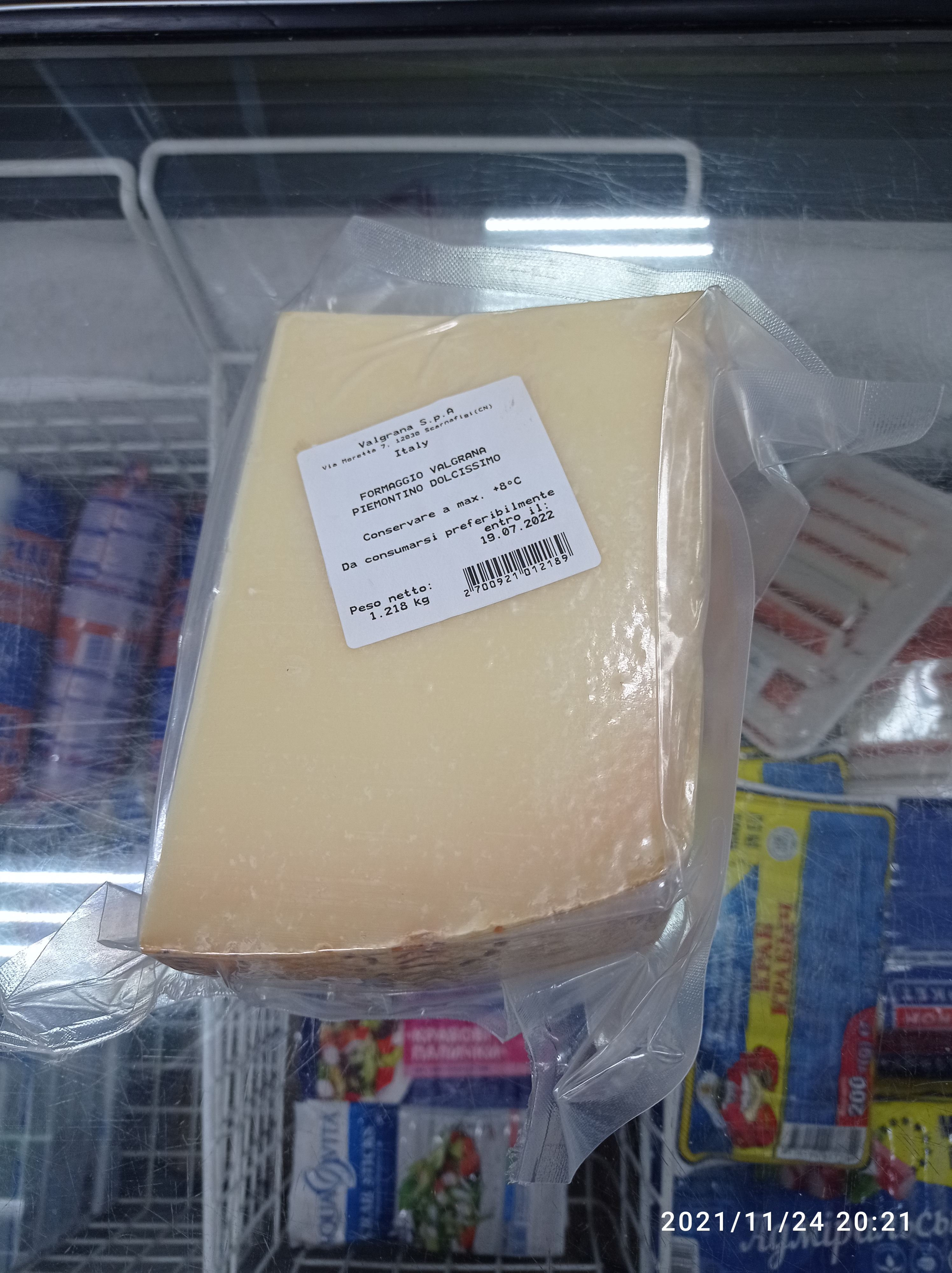
Сир Formaggio Piemonte Valgrana (твердий сир, подібний до Пармезану)
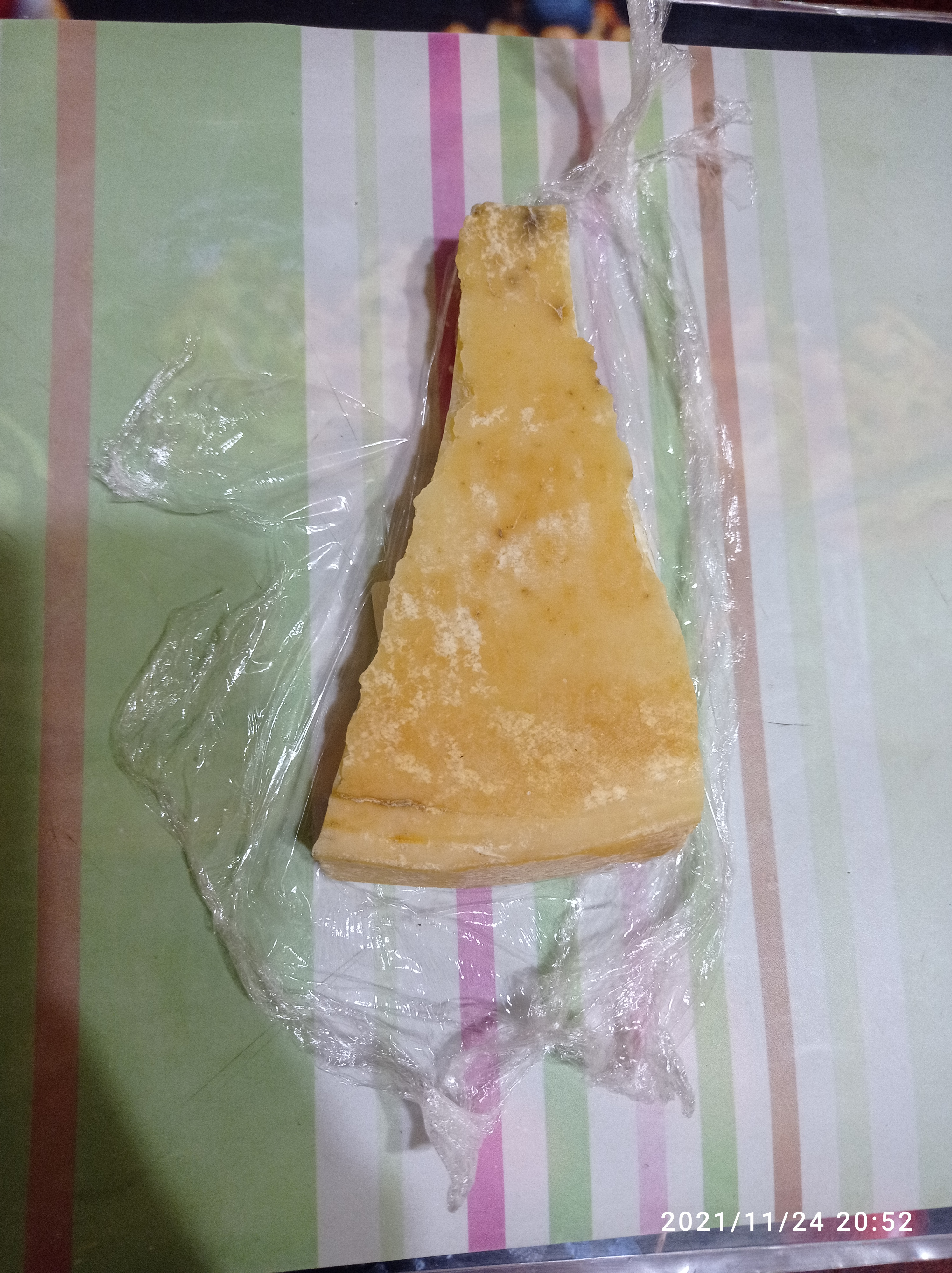
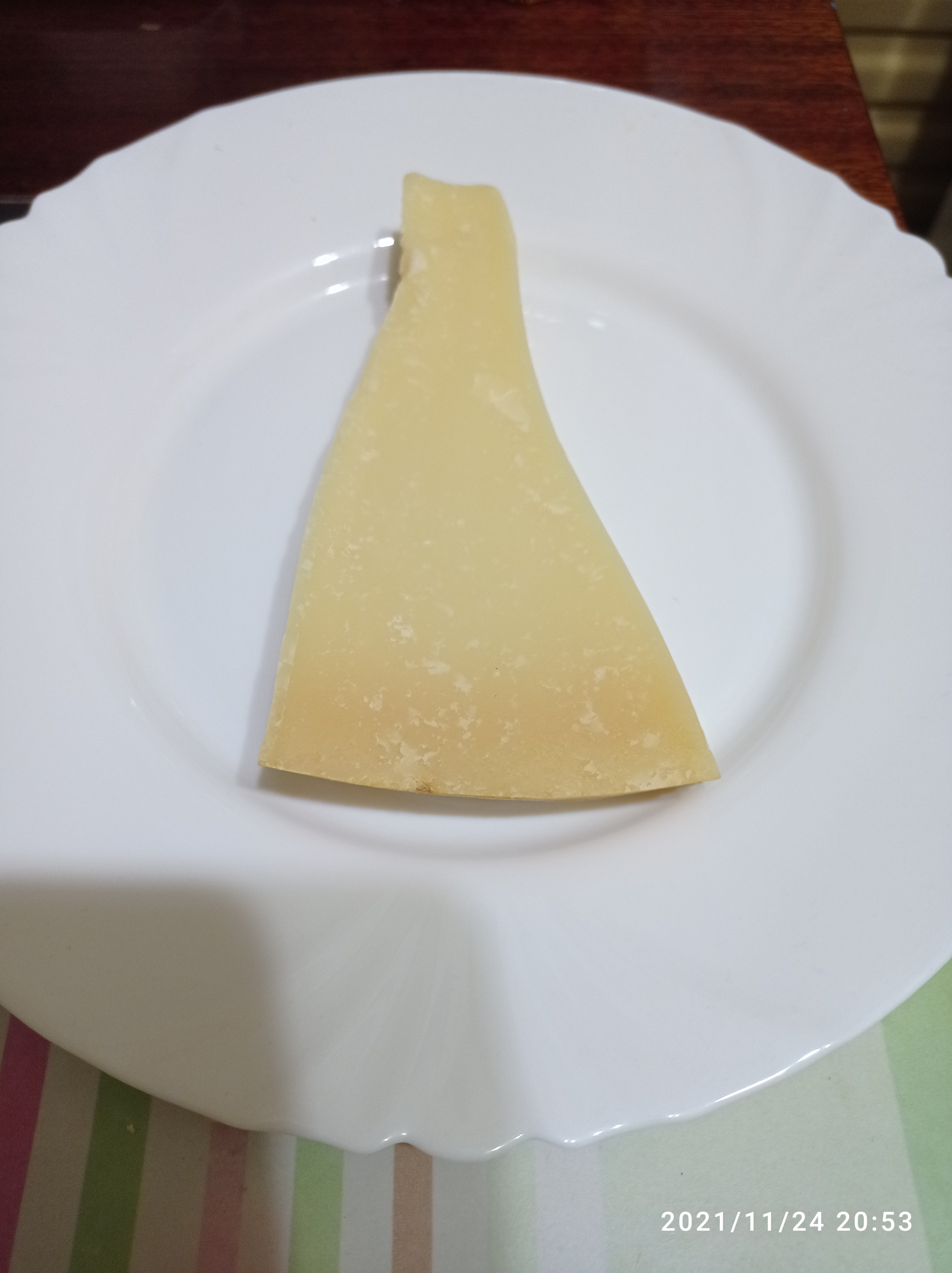

- Valgrana — виробник твердого сиру.

## Церква

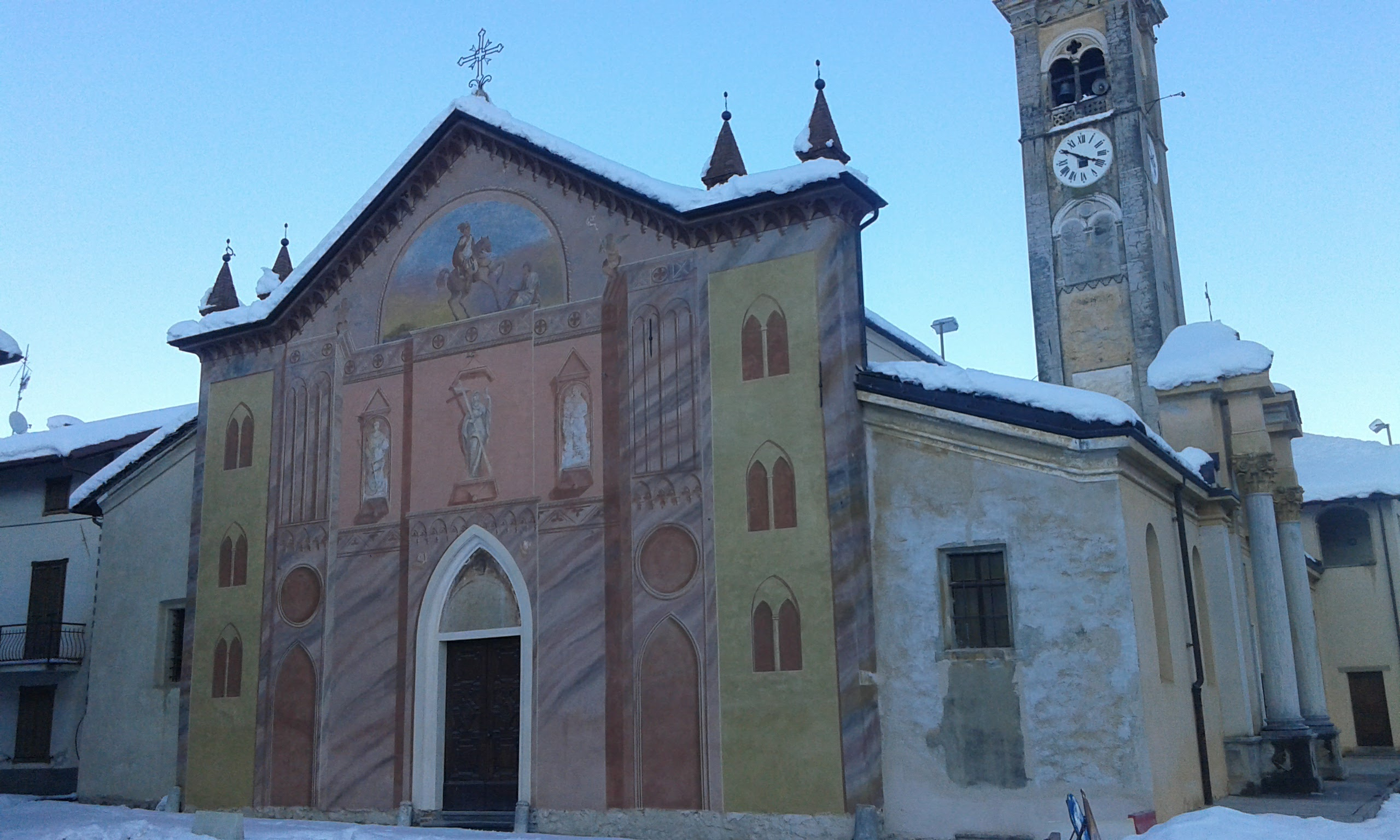

## Сусідні муніципалітети
- Бернеццо
- Каральйо
- Монтемале-ді-Кунео
- Монтероссо-Грана
- Риттана